# Ferdynand Ruszczyc
Ferdynand Ruszczyc (10. prosince 1870 Bahdanava – 30. října 1936 tamtéž) byl polský malíř a grafik. Věnoval se převážně krajinomalbě pojímané v duchu symbolismu.

## Život
Pocházel ze šlechtické rodiny z Kresů, jeho otec byl důstojníkem. Ruszczycové patřili k rodu Lisů a vlastnili usedlost ve vesnici Bohdanów (od roku 1991 běloruská Bahdanava). Po maturitě na gymnáziu v Minsku odešel Ferdynand Ruszczyc do Petrohradu studovat práva, pak přestoupil na Carskou akademii umění, kde byli jeho učiteli Ivan Ivanovič Šiškin a Archip Ivanovič Kuindži. Podnikl cestu po Evropě, kde pro svou tvorbu vyhledával atraktivní plenéry v divokých krajinách Krymu a Bornholmu. Při pobytu v Berlíně jeho malířský styl výrazně ovlivnil Arnold Böcklin.
V roce 1900 vstoupil do sdružení polských výtvarných umělců Sztuka, účastnil se také výstav malířů z okruhu časopisu Svět umění. Byl pedagogem na Akademii výtvarných umění ve Varšavě a pak působil na krakovské Akademii. Spolupracoval s varšavským časopisem Chimera. K jeho uměleckým souputníkům patřili Kazimierz Stabrowski, Józef Mehoffer a Karol Tichy. Řadí se k hnutí Mladé Polsko, vlastenecké náměty má jeho oslava rolnické práce Půda nebo alegorický obraz Nec Mergitur, inspirovaný dílem Henryka Sienkiewicze a zobrazující Polsko jako loď, kterou žádná bouře nepotopí.
Stal se profesorem vilenské Univerzity Štěpána Báthoryho a děkanem její výtvarné fakulty. K jeho studentům patřili Mikalojus Konstantinas Čiurlionis, Isaak Itkind a Czeslaw Znamierowski. Byl scénografem místního divadla, vytvářel knižní ilustrace, plakáty i návrhy poštovních známek. Ve Vilniusu byl předním organizátorem kulturního života i propagátorem místních památek. Bojoval jako dobrovolník v polsko-sovětské válce, získal Řád znovuzrozeného Polska i Záslužný kříž. S manželkou Reginou rozenou Rouckovou, která pocházela z Dánska a byla o více než dvacet let mladší, měli šest dětí. Dcera Barbara Ruszczycová se stala významnou egyptoložkou.

## Galerie

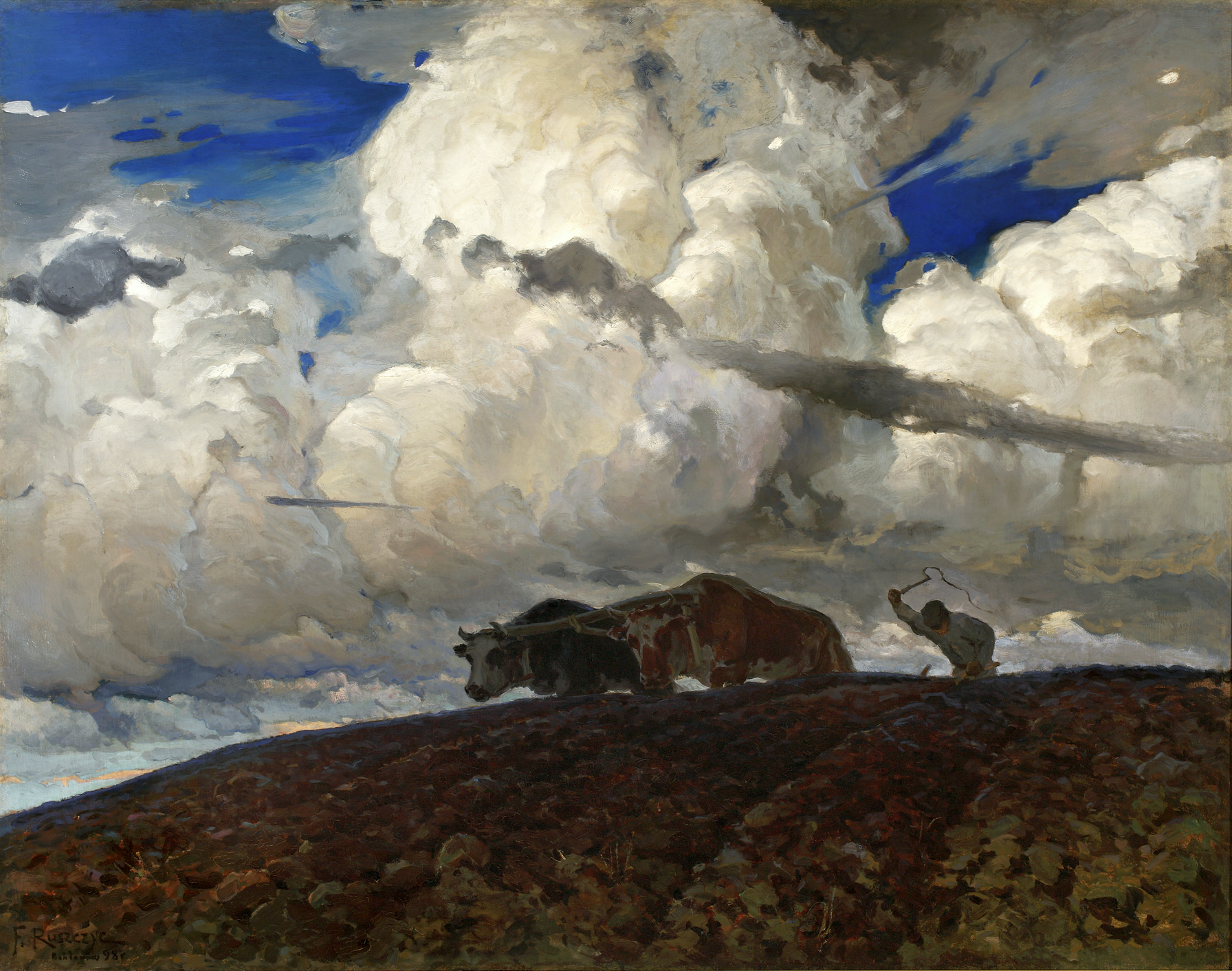
Půda, 1898
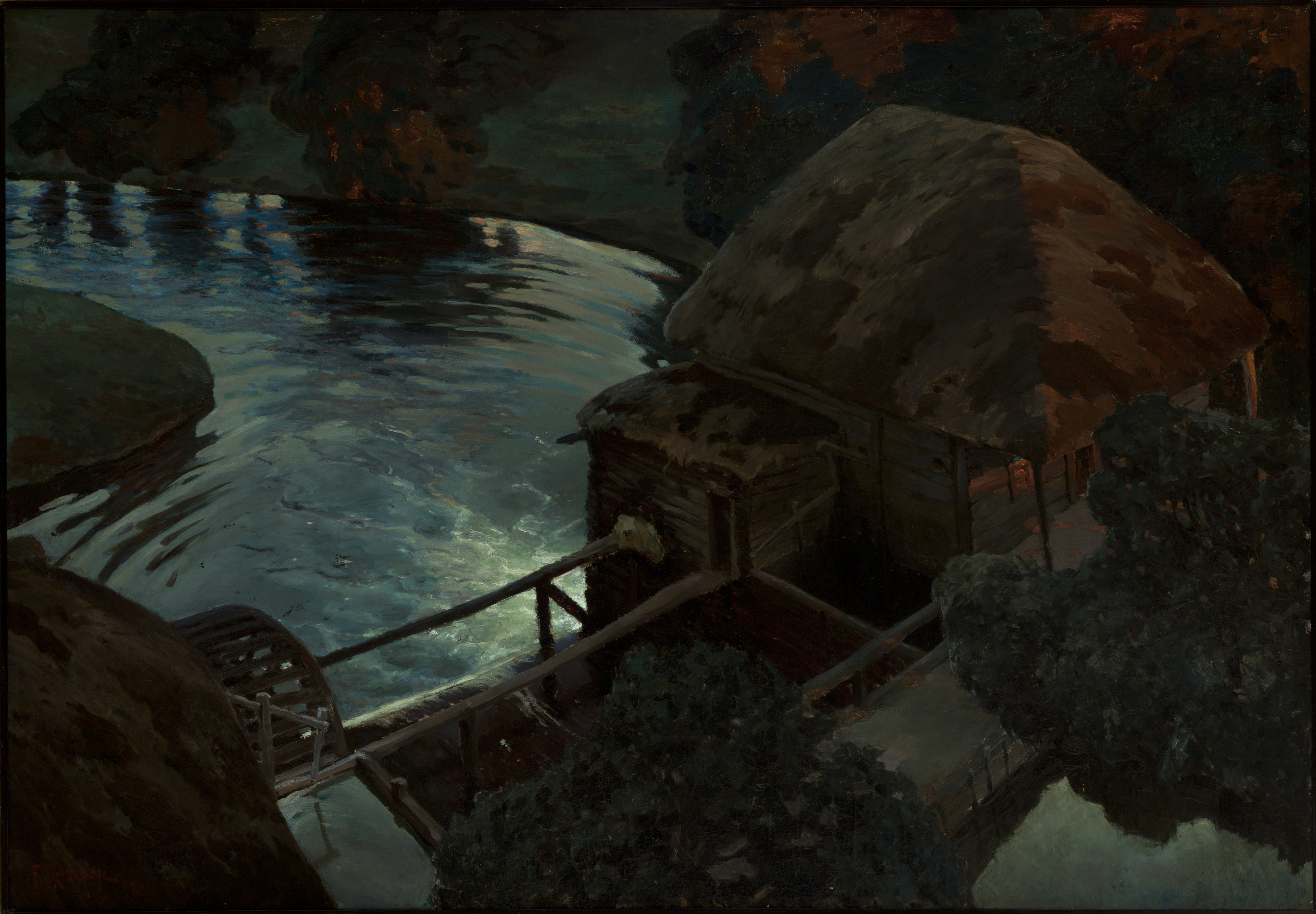
Mlýn, 1898
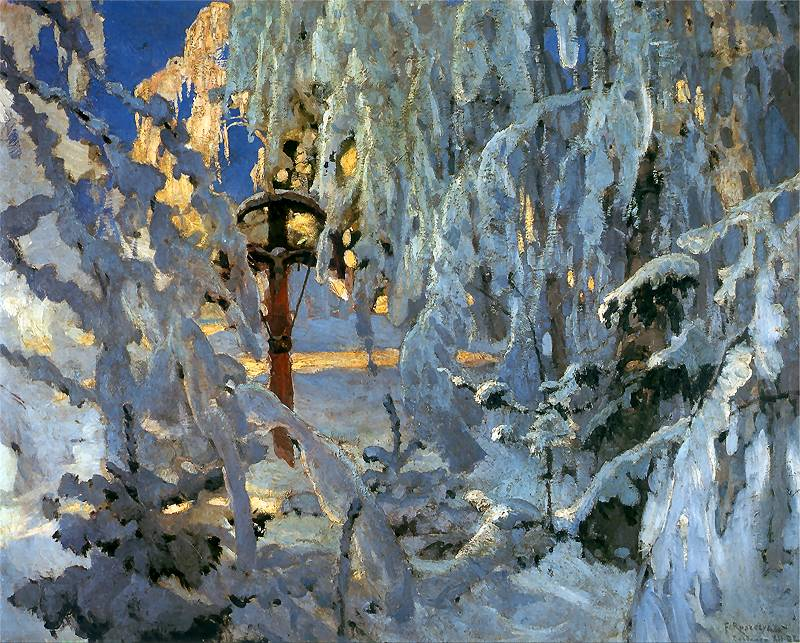
Kříž ve sněhu, 1902
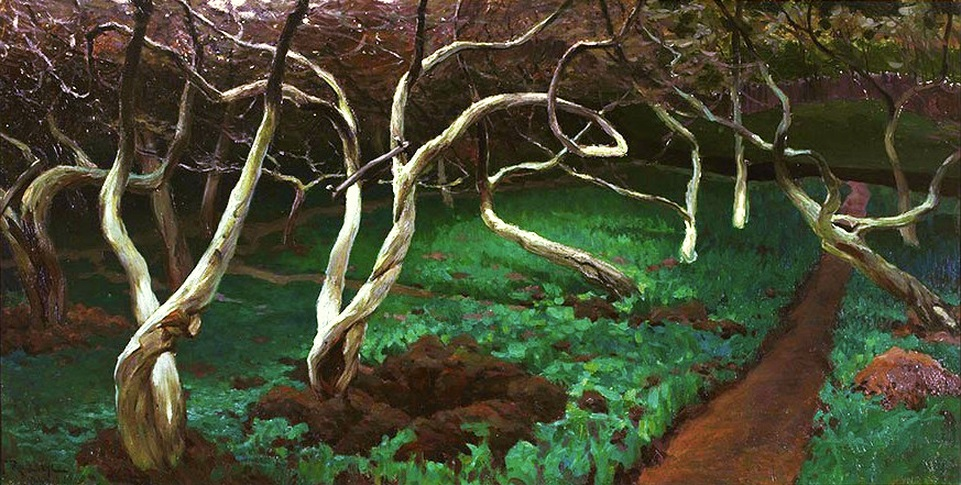
Staré jabloně, 1903
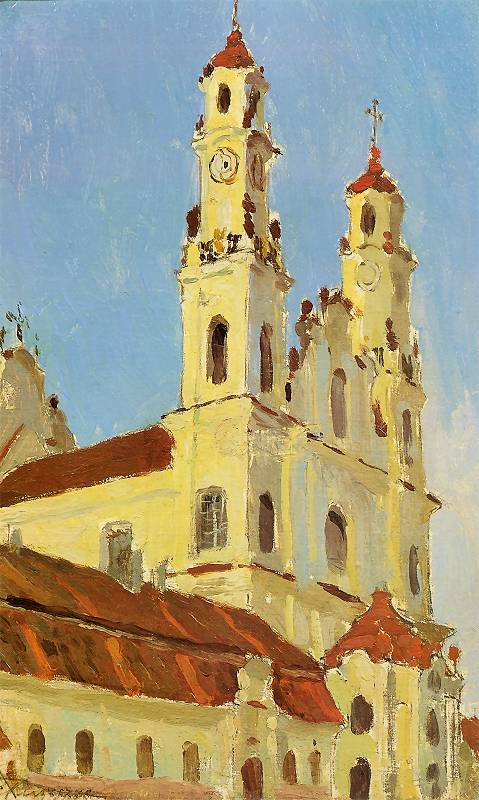
Misijní kostel ve Vilně, 1904
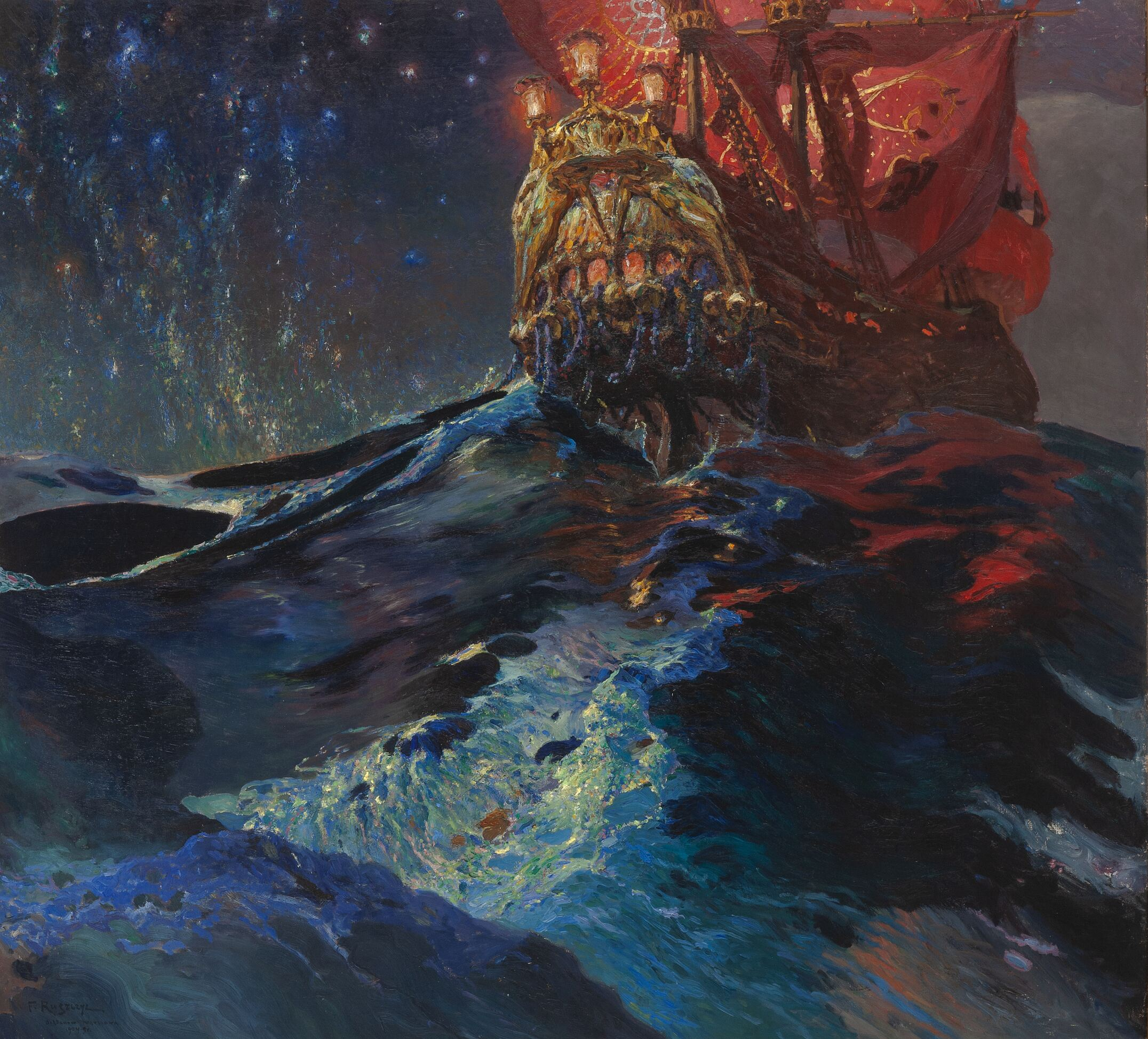
Nec Mergitur, 1904
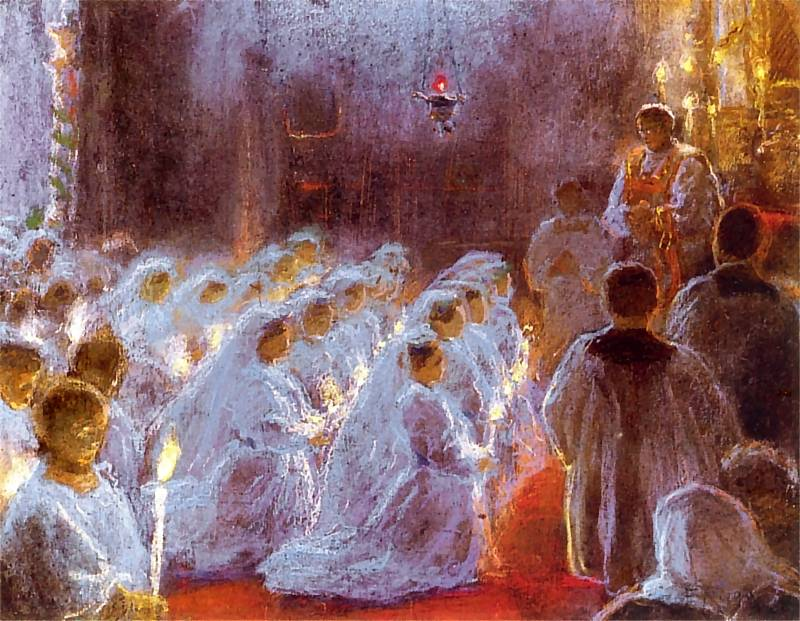
První přijímání
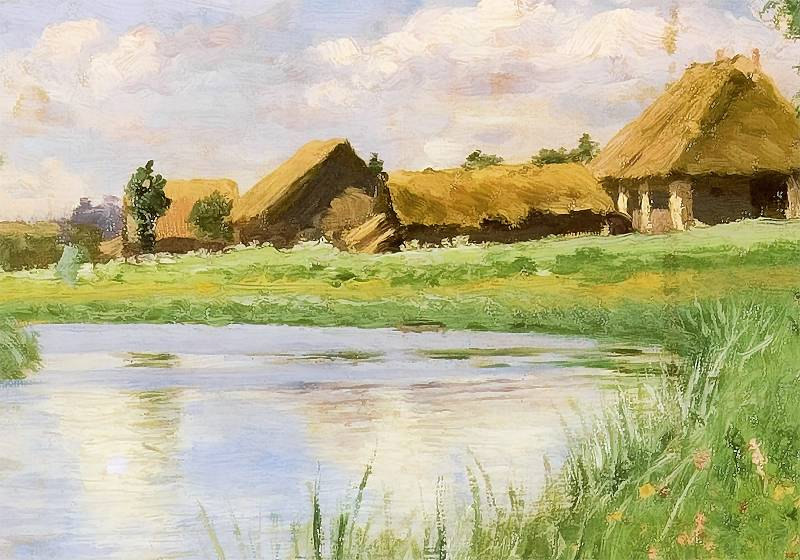
Ves u řeky